# 唐尼維爾 (科羅拉多州)
唐尼維爾（英語：Downieville）是位於美國科羅拉多州克利爾克里克縣的一個非建制地區。該地的面積和人口皆未知。

## 地理
唐尼維爾的座標為39°37′36″N 105°36′54″W / 39.62667°N 105.61500°W，而該地的平均海拔高度為2448米（即8031英尺）。